# Vuelta al País Vasco 2025
Vuelta al País Vasco 2025, znana również jako Itzulia Basque Country 2025 – 64. edycja wyścigu kolarskiego Vuelta al País Vasco, która odbyła się w dniach od 7 do 12 kwietnia 2025 na liczącej ponad 870 kilometrów trasie składającej się z 6 etapów, biegnącej z miejscowości Vitoria-Gasteiz do Eibar. Impreza kategorii 2.UWT była częścią UCI World Tour 2025.

## Etapy
| Etap | Data   | Start – Meta                      | type                       | Dystans (km) | Suma wzniesień (m) | Zwycięzca etapu       | Lider                 |
| ---- | ------ | --------------------------------- | -------------------------- | ------------ | ------------------ | --------------------- | --------------------- |
| 1    | 7 kwi  | Vitoria-Gasteiz – Vitoria-Gasteiz | jazda indywidualna na czas | 16,5         | 78 m               | Maximilian Schachmann | Maximilian Schachmann |
| 2    | 8 kwi  | Pampeluna – Lodosa                | pagórkowaty                | 199,8        | 1682 m             | Caleb Ewan            | Maximilian Schachmann |
| 3    | 9 kwi  | Zarautz – Beasain                 | górzysty                   | 156,3        | 3126 m             | Alex Aranburu         | Maximilian Schachmann |
| 4    | 10 kwi | Beasain – Markina-Xemein          | górzysty                   | 169,6        | 2862 m             | João Almeida          | João Almeida          |
| 5    | 11 kwi | Urduña – Gernika-Lumo             | górzysty                   | 172,4        | 2656 m             | Ben Healy             | João Almeida          |
| 6    | 12 kwi | Eibar – Eibar                     | górski                     | 153,6        | 3716 m             |                       |                       |

## Uczestnicy

### Drużyny
| WorldTeams (18)- Alpecin-Deceuninck - Arkéa-B&B Hotels - Bahrain-Victorious - Cofidis - Decathlon AG2R La Mondiale Team - EF Education-EasyPost - Groupama-FDJ - Ineos Grenadiers - Intermarché-Wanty - Lidl-Trek - Movistar Team - Red Bull-BORA-hansgrohe - Soudal Quick-Step - Team Jayco AlUla - Team Picnic-PostNL - Team Visma \| Lease a Bike - UAE Team Emirates XRG - XDS Astana Team ProTeams (6)- Burgos-Burpellet-BH - Caja Rural-Seguros RGA - Equipo Kern Pharma - Euskaltel-Euskadi - Team TotalEnergies - Tudor Pro Cycling Team |
| |

### Lista startowa
| UAE Team Emirates XRG UAD                              | UAE Team Emirates XRG UAD       | UAE Team Emirates XRG UAD |
| ------------------------------------------------------ | ------------------------------- | ------------------------- |
| Nr                                                     | Kolarz                          | Miejsce                   |
| 1                                                      | João Almeida (POR)              |                           |
| 2                                                      | Igor Arrieta (ESP)              |                           |
| 3                                                      | Vegard Stake Laengen (NOR)      |                           |
| 4                                                      | Isaac Del Toro (MEX)            |                           |
| 5                                                      | Felix Großschartner (AUT) (ITT) |                           |
| 6                                                      | Brandon McNulty (USA) (ITT)     |                           |
| 7                                                      | Marc Soler (ESP)                |                           |
| Dyrektor sportowy : Andrej Hauptman, Simone Pedrazzini |                                 |                           |

| Ineos Grenadiers IGD                               | Ineos Grenadiers IGD     | Ineos Grenadiers IGD |
| -------------------------------------------------- | ------------------------ | -------------------- |
| Nr                                                 | Kolarz                   | Miejsce              |
| 11                                                 | Omar Fraile (ESP)        |                      |
| 12                                                 | Kim Heiduk (GER)         | DNS-5                |
| 13                                                 | Victor Langellotti (MON) |                      |
| 14                                                 | Axel Laurance (FRA)      |                      |
| 15                                                 | Michael Leonard (CAN)    |                      |
| 16                                                 | Salvatore Puccio (ITA)   |                      |
| 17                                                 | Caleb Ewan (AUS)         | DNS-3                |
| Dyrektor sportowy : Christian Knees, Xabier Zandio |                          |                      |

| Lidl-Trek LTK                                    | Lidl-Trek LTK           | Lidl-Trek LTK |
| ------------------------------------------------ | ----------------------- | ------------- |
| Nr                                               | Kolarz                  | Miejsce       |
| 21                                               | Andrea Bagioli (ITA)    |               |
| 22                                               | Otto Vergaerde (BEL)    |               |
| 23                                               | Patrick Konrad (AUT)    |               |
| 24                                               | Bauke Mollema (NED)     |               |
| 25                                               | Thibau Nys (BEL)        |               |
| 26                                               | Quinn Simmons (USA)     |               |
| 27                                               | Mattias Skjelmose (DEN) |               |
| Dyrektor sportowy : Kim Andersen, Maxime Monfort |                         |               |

| Bahrain Victorious TBV                              | Bahrain Victorious TBV   | Bahrain Victorious TBV |
| --------------------------------------------------- | ------------------------ | ---------------------- |
| Nr                                                  | Kolarz                   | Miejsce                |
| 31                                                  | Pello Bilbao (ESP)       |                        |
| 32                                                  | Santiago Buitrago (COL)  |                        |
| 33                                                  | Jack Haig (AUS)          |                        |
| 34                                                  | Robert Stannard (AUS)    |                        |
| 35                                                  | Mathijs Paasschens (NED) |                        |
| 36                                                  | Finlay Pickering (GBR)   |                        |
| 37                                                  | Max van der Meulen (NED) |                        |
| Dyrektor sportowy : Neil Stephens, Xavier Florencio |                          |                        |

| Arkéa-B&B Hotels ARK                              | Arkéa-B&B Hotels ARK     | Arkéa-B&B Hotels ARK |
| ------------------------------------------------- | ------------------------ | -------------------- |
| Nr                                                | Kolarz                   | Miejsce              |
| 41                                                | Alessandro Verre (ITA)   |                      |
| 42                                                | Anthony Delaplace (FRA)  |                      |
| 43                                                | Élie Gesbert (FRA)       |                      |
| 44                                                | Mathis Le Berre (FRA)    |                      |
| 45                                                | Thibault Guernalec (FRA) |                      |
| 46                                                | Martin Tjøtta (NOR)      |                      |
| 47                                                | Simon Guglielmi (FRA)    |                      |
| Dyrektor sportowy : Yvon Ledanois, Laurent Pichon |                          |                      |

| Cofidis COF                                               | Cofidis COF                 | Cofidis COF |
| --------------------------------------------------------- | --------------------------- | ----------- |
| Nr                                                        | Kolarz                      | Miejsce     |
| 51                                                        | Alex Aranburu (ESP) (szosa) |             |
| 52                                                        | Ion Izagirre (ESP)          |             |
| 53                                                        | Jonathan Lastra (ESP)       |             |
| 54                                                        | Jan Maas (NED)              |             |
| 55                                                        | Stefano Oldani (ITA)        |             |
| 56                                                        | Anthony Perez (FRA)         |             |
| 57                                                        | Sergio Samitier (ESP)       |             |
| Dyrektor sportowy : Bingen Fernández, Gorka Gerrikagoitia |                             |             |

| Decathlon-AG2R La Mondiale DAT                      | Decathlon-AG2R La Mondiale DAT | Decathlon-AG2R La Mondiale DAT |
| --------------------------------------------------- | ------------------------------ | ------------------------------ |
| Nr                                                  | Kolarz                         | Miejsce                        |
| 61                                                  | Bruno Armirail (FRA) (ITT)     |                                |
| 62                                                  | Clément Berthet (FRA)          |                                |
| 63                                                  | Léo Bisiaux (FRA)              |                                |
| 64                                                  | Victor Lafay (FRA)             | DNF-3                          |
| 65                                                  | Jordan Labrosse (FRA)          | DNF-3                          |
| 66                                                  | Callum Scotson (AUS)           |                                |
| 67                                                  | Bastien Tronchon (FRA)         |                                |
| Dyrektor sportowy : José Luis Arrieta, Cyril Dessel |                                |                                |

| Red Bull-Bora-Hansgrohe RBH                      | Red Bull-Bora-Hansgrohe RBH   | Red Bull-Bora-Hansgrohe RBH |
| ------------------------------------------------ | ----------------------------- | --------------------------- |
| Nr                                               | Kolarz                        | Miejsce                     |
| 71                                               | Florian Lipowitz (GER)        |                             |
| 72                                               | Daniel Felipe Martínez (COL)  |                             |
| 73                                               | Roger Adrià (ESP)             |                             |
| 74                                               | Alexander Hajek (AUT) (szosa) |                             |
| 75                                               | Finn Fisher-Black (NZL) (ITT) |                             |
| 76                                               | Aleksandr Własow (RUS)        |                             |
| 77                                               | Maxim Van Gils (BEL)          |                             |
| Dyrektor sportowy : Patxi Vila, Enrico Poitschke |                               |                             |

| Movistar Team MOV                                            | Movistar Team MOV       | Movistar Team MOV |
| ------------------------------------------------------------ | ----------------------- | ----------------- |
| Nr                                                           | Kolarz                  | Miejsce           |
| 81                                                           | Enric Mas (ESP)         |                   |
| 82                                                           | Jon Barrenetxea (ESP)   |                   |
| 83                                                           | Pablo Castrillo (ESP)   |                   |
| 84                                                           | Jorge Arcas (ESP)       |                   |
| 85                                                           | Gregor Mühlberger (AUT) |                   |
| 86                                                           | Nelson Oliveira (POR)   |                   |
| 87                                                           | Michel Heßmann (GER)    |                   |
| Dyrektor sportowy : José Vicente García Acosta, Iván Velasco |                         |                   |

| EF Education-EasyPost EFE                           | EF Education-EasyPost EFE          | EF Education-EasyPost EFE |
| --------------------------------------------------- | ---------------------------------- | ------------------------- |
| Nr                                                  | Kolarz                             | Miejsce                   |
| 91                                                  | Ben Healy (IRL)                    |                           |
| 92                                                  | Archie Ryan (IRL)                  |                           |
| 93                                                  | Samuele Battistella (ITA)          |                           |
| 94                                                  | Alex Baudin (FRA)                  |                           |
| 95                                                  | Jardi Christiaan van der Lee (NED) |                           |
| 96                                                  | Markel Beloki (ESP)                |                           |
| 97                                                  | Hugh Carthy (GBR)                  |                           |
| Dyrektor sportowy : Juan Manuel Gárate, Tom Southam |                                    |                           |

| Team TotalEnergies TEN | Team TotalEnergies TEN   | Team TotalEnergies TEN |
| ---------------------- | ------------------------ | ---------------------- |
| Nr                     | Kolarz                   | Miejsce                |
| 101                    | Mathieu Burgaudeau (FRA) | DNS-4                  |
| 102                    | Steff Cras (BEL)         |                        |
| 103                    | Joris Delbove (FRA)      |                        |
| 104                    | Fabien Doubey (FRA)      |                        |
| 105                    | Fabien Grellier (FRA)    |                        |
| 106                    | Jordan Jegat (FRA)       |                        |
| 107                    | Mattéo Vercher (FRA)     |                        |

| Team Picnic-PostNL TPP | Team Picnic-PostNL TPP        | Team Picnic-PostNL TPP |
| ---------------------- | ----------------------------- | ---------------------- |
| Nr                     | Kolarz                        | Miejsce                |
| 111                    | Warren Barguil (FRA)          |                        |
| 112                    | Romain Combaud (FRA)          |                        |
| 113                    | Bjoern Koerdt (GBR)           |                        |
| 114                    | Gijs Leemreize (NED)          |                        |
| 115                    | Guillermo Juan Martinez (COL) |                        |
| 116                    | Oscar Onley (GBR)             |                        |
| 117                    | Robbe Dhondt (BEL)            | DNS-4                  |

| Groupama-FDJ GFC | Groupama-FDJ GFC          | Groupama-FDJ GFC |
| ---------------- | ------------------------- | ---------------- |
| Nr               | Kolarz                    | Miejsce          |
| 121              | Clément Braz Afonso (FRA) |                  |
| 122              | Romain Grégoire (FRA)     |                  |
| 123              | Thibaud Gruel (FRA)       |                  |
| 124              | Guillaume Martin (FRA)    |                  |
| 125              | Rudy Molard (FRA)         |                  |
| 126              | Brieuc Rolland (FRA)      |                  |
| 127              | Clément Davy (FRA)        |                  |

| Euskaltel-Euskadi EUS | Euskaltel-Euskadi EUS | Euskaltel-Euskadi EUS |
| --------------------- | --------------------- | --------------------- |
| Nr                    | Kolarz                | Miejsce               |
| 131                   | Jon Aberasturi (ESP)  |                       |
| 132                   | Mikel Bizkarra (ESP)  |                       |
| 133                   | Gotzon Martín (ESP)   |                       |
| 134                   | Xabier Isasa (ESP)    |                       |
| 135                   | Txomin Juaristi (ESP) |                       |
| 136                   | Iker Mintegi (ESP)    |                       |
| 137                   | Ander Ganzabal (ESP)  |                       |

| Soudal Quick-Step SOQ | Soudal Quick-Step SOQ       | Soudal Quick-Step SOQ |
| --------------------- | --------------------------- | --------------------- |
| Nr                    | Kolarz                      | Miejsce               |
| 141                   | Gianmarco Garofoli (ITA)    |                       |
| 142                   | Ethan Hayter (GBR) (szosa)  |                       |
| 143                   | James Knox (GBR)            |                       |
| 144                   | Maximilian Schachmann (GER) |                       |
| 145                   | Ilan Van Wilder (BEL)       |                       |
| 146                   | Mauri Vansevenant (BEL)     |                       |
| 147                   | Louis Vervaeke (BEL)        |                       |

| Alpecin-Deceuninck ADC | Alpecin-Deceuninck ADC      | Alpecin-Deceuninck ADC |
| ---------------------- | --------------------------- | ---------------------- |
| Nr                     | Kolarz                      | Miejsce                |
| 151                    | Fabio Van den Bossche (BEL) |                        |
| 152                    | Ramses Debruyne (BEL)       |                        |
| 153                    | Juri Hollmann (GER)         |                        |
| 154                    | Jimmy Janssens (BEL)        |                        |
| 155                    | Luca Vergallito (ITA)       |                        |
| 156                    | Tobias Bayer (AUT)          |                        |
| 157                    | Emiel Verstrynge (BEL)      |                        |

| Equipo Kern Pharma EKP | Equipo Kern Pharma EKP  | Equipo Kern Pharma EKP |
| ---------------------- | ----------------------- | ---------------------- |
| Nr                     | Kolarz                  | Miejsce                |
| 161                    | Ibon Ruiz (ESP)         |                        |
| 162                    | Pau Miquel (ESP)        |                        |
| 163                    | Iván Cobo (ESP)         |                        |
| 164                    | Haimar Etxeberria (ESP) |                        |
| 165                    | Iñigo Elosegui (ESP)    |                        |
| 166                    | Unai Iribar (ESP)       |                        |
| 167                    | Diego Uriarte (ESP)     |                        |

| Team Jayco AlUla JAY | Team Jayco AlUla JAY          | Team Jayco AlUla JAY |
| -------------------- | ----------------------------- | -------------------- |
| Nr                   | Kolarz                        | Miejsce              |
| 171                  | Davide De Pretto (ITA)        |                      |
| 172                  | Edward Dunbar (IRL) (ITT)     |                      |
| 173                  | Anders Foldager (DEN)         | DNS-4                |
| 174                  | Alan Hatherly (RSA) (ITT)     |                      |
| 175                  | Asbjørn Hellemose (DEN)       |                      |
| 176                  | Christopher Juul-Jensen (DEN) |                      |
| 177                  | Mauro Schmid (SUI) (szosa)    |                      |

| Burgos-Burpellet-BH BBH | Burgos-Burpellet-BH BBH           | Burgos-Burpellet-BH BBH |
| ----------------------- | --------------------------------- | ----------------------- |
| Nr                      | Kolarz                            | Miejsce                 |
| 181                     | Ander Okamika (ESP)               |                         |
| 182                     | Jambaljamts Sainbayar (MGL) (ITT) |                         |
| 183                     | José Luis Faura (ESP)             |                         |
| 184                     | Hugo de la Calle (ESP)            |                         |
| 185                     | José Manuel Díaz (ESP)            |                         |
| 186                     | Eric Fagundez (URU) (ITT)         |                         |
| 187                     | Sinuhé Fernández (ESP)            |                         |

| Intermarché-Wanty IWA | Intermarché-Wanty IWA | Intermarché-Wanty IWA |
| --------------------- | --------------------- | --------------------- |
| Nr                    | Kolarz                | Miejsce               |
| 191                   | Louis Barré (FRA)     |                       |
| 192                   | Kamiel Bonneu (BEL)   |                       |
| 193                   | Alexander Kamp (DEN)  |                       |
| 194                   | Gerben Kuypers (BEL)  |                       |
| 195                   | Tom Paquot (BEL)      |                       |
| 196                   | Lorenzo Rota (ITA)    |                       |
| 197                   | Luca Van Boven (BEL)  |                       |

| Team Visma \| Lease a Bike TVL | Team Visma \| Lease a Bike TVL | Team Visma \| Lease a Bike TVL |
| ------------------------------ | ------------------------------ | ------------------------------ |
| Nr                             | Kolarz                         | Miejsce                        |
| 201                            | Axel Zingle (FRA)              | DNF-5                          |
| 202                            | Sepp Kuss (USA)                |                                |
| 203                            | Wilco Kelderman (NED)          |                                |
| 204                            | Thomas Gloag (GBR)             |                                |
| 205                            | Ben Tulett (GBR)               | DNS-5                          |
| 206                            | Attila Valter (HUN) (szosa)    |                                |
| 207                            | Victor Campenaerts (BEL)       | DNS-3                          |

| Caja Rural-Seguros RGA CJR | Caja Rural-Seguros RGA CJR | Caja Rural-Seguros RGA CJR |
| -------------------------- | -------------------------- | -------------------------- |
| Nr                         | Kolarz                     | Miejsce                    |
| 211                        | Fernando Barceló (ESP)     |                            |
| 212                        | Joan Bou (ESP)             |                            |
| 213                        | Iúri Leitão (POR)          | DNF-3                      |
| 214                        | Joel Nicolau (ESP)         |                            |
| 215                        | Thomas Silva (URU)         |                            |
| 216                        | Tyler Stites (USA)         |                            |
| 217                        | Julen Arriola-Bengoa (ESP) |                            |

| XDS Astana Team XAT | XDS Astana Team XAT       | XDS Astana Team XAT |
| ------------------- | ------------------------- | ------------------- |
| Nr                  | Kolarz                    | Miejsce             |
| 221                 | Clément Champoussin (FRA) |                     |
| 222                 | Anthon Charmig (DEN)      |                     |
| 223                 | Florian Kajamini (ITA)    | DNS-2               |
| 224                 | Anton Kuzmin (KAZ)        |                     |
| 225                 | Ide Schelling (NED)       |                     |
| 226                 | Harold Tejada (COL)       |                     |
| 227                 | Simone Velasco (ITA)      |                     |

| Tudor Pro Cycling Team TUD | Tudor Pro Cycling Team TUD   | Tudor Pro Cycling Team TUD |
| -------------------------- | ---------------------------- | -------------------------- |
| Nr                         | Kolarz                       | Miejsce                    |
| 231                        | Marc Hirschi (SUI)           |                            |
| 232                        | Jacob Eriksson (SWE) (szosa) |                            |
| 233                        | Julian Alaphilippe (FRA)     |                            |
| 234                        | Yannis Voisard (SUI)         |                            |
| 235                        | Fabian Weiss (SUI)           |                            |
| 236                        | Hannes Wilksch (GER)         |                            |
| 237                        | Luc Wirtgen (LUX)            |                            |

| UAE Team Emirates XRG UAD                              | UAE Team Emirates XRG UAD       | UAE Team Emirates XRG UAD |
| ------------------------------------------------------ | ------------------------------- | ------------------------- |
| Nr                                                     | Kolarz                          | Miejsce                   |
| 1                                                      | João Almeida (POR)              |                           |
| 2                                                      | Igor Arrieta (ESP)              |                           |
| 3                                                      | Vegard Stake Laengen (NOR)      |                           |
| 4                                                      | Isaac Del Toro (MEX)            |                           |
| 5                                                      | Felix Großschartner (AUT) (ITT) |                           |
| 6                                                      | Brandon McNulty (USA) (ITT)     |                           |
| 7                                                      | Marc Soler (ESP)                |                           |
| Dyrektor sportowy : Andrej Hauptman, Simone Pedrazzini |                                 |                           |

| Ineos Grenadiers IGD                               | Ineos Grenadiers IGD     | Ineos Grenadiers IGD |
| -------------------------------------------------- | ------------------------ | -------------------- |
| Nr                                                 | Kolarz                   | Miejsce              |
| 11                                                 | Omar Fraile (ESP)        |                      |
| 12                                                 | Kim Heiduk (GER)         | DNS-5                |
| 13                                                 | Victor Langellotti (MON) |                      |
| 14                                                 | Axel Laurance (FRA)      |                      |
| 15                                                 | Michael Leonard (CAN)    |                      |
| 16                                                 | Salvatore Puccio (ITA)   |                      |
| 17                                                 | Caleb Ewan (AUS)         | DNS-3                |
| Dyrektor sportowy : Christian Knees, Xabier Zandio |                          |                      |

| Lidl-Trek LTK                                    | Lidl-Trek LTK           | Lidl-Trek LTK |
| ------------------------------------------------ | ----------------------- | ------------- |
| Nr                                               | Kolarz                  | Miejsce       |
| 21                                               | Andrea Bagioli (ITA)    |               |
| 22                                               | Otto Vergaerde (BEL)    |               |
| 23                                               | Patrick Konrad (AUT)    |               |
| 24                                               | Bauke Mollema (NED)     |               |
| 25                                               | Thibau Nys (BEL)        |               |
| 26                                               | Quinn Simmons (USA)     |               |
| 27                                               | Mattias Skjelmose (DEN) |               |
| Dyrektor sportowy : Kim Andersen, Maxime Monfort |                         |               |

| Bahrain Victorious TBV                              | Bahrain Victorious TBV   | Bahrain Victorious TBV |
| --------------------------------------------------- | ------------------------ | ---------------------- |
| Nr                                                  | Kolarz                   | Miejsce                |
| 31                                                  | Pello Bilbao (ESP)       |                        |
| 32                                                  | Santiago Buitrago (COL)  |                        |
| 33                                                  | Jack Haig (AUS)          |                        |
| 34                                                  | Robert Stannard (AUS)    |                        |
| 35                                                  | Mathijs Paasschens (NED) |                        |
| 36                                                  | Finlay Pickering (GBR)   |                        |
| 37                                                  | Max van der Meulen (NED) |                        |
| Dyrektor sportowy : Neil Stephens, Xavier Florencio |                          |                        |

| Arkéa-B&B Hotels ARK                              | Arkéa-B&B Hotels ARK     | Arkéa-B&B Hotels ARK |
| ------------------------------------------------- | ------------------------ | -------------------- |
| Nr                                                | Kolarz                   | Miejsce              |
| 41                                                | Alessandro Verre (ITA)   |                      |
| 42                                                | Anthony Delaplace (FRA)  |                      |
| 43                                                | Élie Gesbert (FRA)       |                      |
| 44                                                | Mathis Le Berre (FRA)    |                      |
| 45                                                | Thibault Guernalec (FRA) |                      |
| 46                                                | Martin Tjøtta (NOR)      |                      |
| 47                                                | Simon Guglielmi (FRA)    |                      |
| Dyrektor sportowy : Yvon Ledanois, Laurent Pichon |                          |                      |

| Cofidis COF                                               | Cofidis COF                 | Cofidis COF |
| --------------------------------------------------------- | --------------------------- | ----------- |
| Nr                                                        | Kolarz                      | Miejsce     |
| 51                                                        | Alex Aranburu (ESP) (szosa) |             |
| 52                                                        | Ion Izagirre (ESP)          |             |
| 53                                                        | Jonathan Lastra (ESP)       |             |
| 54                                                        | Jan Maas (NED)              |             |
| 55                                                        | Stefano Oldani (ITA)        |             |
| 56                                                        | Anthony Perez (FRA)         |             |
| 57                                                        | Sergio Samitier (ESP)       |             |
| Dyrektor sportowy : Bingen Fernández, Gorka Gerrikagoitia |                             |             |

| Decathlon-AG2R La Mondiale DAT                      | Decathlon-AG2R La Mondiale DAT | Decathlon-AG2R La Mondiale DAT |
| --------------------------------------------------- | ------------------------------ | ------------------------------ |
| Nr                                                  | Kolarz                         | Miejsce                        |
| 61                                                  | Bruno Armirail (FRA) (ITT)     |                                |
| 62                                                  | Clément Berthet (FRA)          |                                |
| 63                                                  | Léo Bisiaux (FRA)              |                                |
| 64                                                  | Victor Lafay (FRA)             | DNF-3                          |
| 65                                                  | Jordan Labrosse (FRA)          | DNF-3                          |
| 66                                                  | Callum Scotson (AUS)           |                                |
| 67                                                  | Bastien Tronchon (FRA)         |                                |
| Dyrektor sportowy : José Luis Arrieta, Cyril Dessel |                                |                                |

| Red Bull-Bora-Hansgrohe RBH                      | Red Bull-Bora-Hansgrohe RBH   | Red Bull-Bora-Hansgrohe RBH |
| ------------------------------------------------ | ----------------------------- | --------------------------- |
| Nr                                               | Kolarz                        | Miejsce                     |
| 71                                               | Florian Lipowitz (GER)        |                             |
| 72                                               | Daniel Felipe Martínez (COL)  |                             |
| 73                                               | Roger Adrià (ESP)             |                             |
| 74                                               | Alexander Hajek (AUT) (szosa) |                             |
| 75                                               | Finn Fisher-Black (NZL) (ITT) |                             |
| 76                                               | Aleksandr Własow (RUS)        |                             |
| 77                                               | Maxim Van Gils (BEL)          |                             |
| Dyrektor sportowy : Patxi Vila, Enrico Poitschke |                               |                             |

| Movistar Team MOV                                            | Movistar Team MOV       | Movistar Team MOV |
| ------------------------------------------------------------ | ----------------------- | ----------------- |
| Nr                                                           | Kolarz                  | Miejsce           |
| 81                                                           | Enric Mas (ESP)         |                   |
| 82                                                           | Jon Barrenetxea (ESP)   |                   |
| 83                                                           | Pablo Castrillo (ESP)   |                   |
| 84                                                           | Jorge Arcas (ESP)       |                   |
| 85                                                           | Gregor Mühlberger (AUT) |                   |
| 86                                                           | Nelson Oliveira (POR)   |                   |
| 87                                                           | Michel Heßmann (GER)    |                   |
| Dyrektor sportowy : José Vicente García Acosta, Iván Velasco |                         |                   |

| EF Education-EasyPost EFE                           | EF Education-EasyPost EFE          | EF Education-EasyPost EFE |
| --------------------------------------------------- | ---------------------------------- | ------------------------- |
| Nr                                                  | Kolarz                             | Miejsce                   |
| 91                                                  | Ben Healy (IRL)                    |                           |
| 92                                                  | Archie Ryan (IRL)                  |                           |
| 93                                                  | Samuele Battistella (ITA)          |                           |
| 94                                                  | Alex Baudin (FRA)                  |                           |
| 95                                                  | Jardi Christiaan van der Lee (NED) |                           |
| 96                                                  | Markel Beloki (ESP)                |                           |
| 97                                                  | Hugh Carthy (GBR)                  |                           |
| Dyrektor sportowy : Juan Manuel Gárate, Tom Southam |                                    |                           |

| Team TotalEnergies TEN | Team TotalEnergies TEN   | Team TotalEnergies TEN |
| ---------------------- | ------------------------ | ---------------------- |
| Nr                     | Kolarz                   | Miejsce                |
| 101                    | Mathieu Burgaudeau (FRA) | DNS-4                  |
| 102                    | Steff Cras (BEL)         |                        |
| 103                    | Joris Delbove (FRA)      |                        |
| 104                    | Fabien Doubey (FRA)      |                        |
| 105                    | Fabien Grellier (FRA)    |                        |
| 106                    | Jordan Jegat (FRA)       |                        |
| 107                    | Mattéo Vercher (FRA)     |                        |

| Team Picnic-PostNL TPP | Team Picnic-PostNL TPP        | Team Picnic-PostNL TPP |
| ---------------------- | ----------------------------- | ---------------------- |
| Nr                     | Kolarz                        | Miejsce                |
| 111                    | Warren Barguil (FRA)          |                        |
| 112                    | Romain Combaud (FRA)          |                        |
| 113                    | Bjoern Koerdt (GBR)           |                        |
| 114                    | Gijs Leemreize (NED)          |                        |
| 115                    | Guillermo Juan Martinez (COL) |                        |
| 116                    | Oscar Onley (GBR)             |                        |
| 117                    | Robbe Dhondt (BEL)            | DNS-4                  |

| Groupama-FDJ GFC | Groupama-FDJ GFC          | Groupama-FDJ GFC |
| ---------------- | ------------------------- | ---------------- |
| Nr               | Kolarz                    | Miejsce          |
| 121              | Clément Braz Afonso (FRA) |                  |
| 122              | Romain Grégoire (FRA)     |                  |
| 123              | Thibaud Gruel (FRA)       |                  |
| 124              | Guillaume Martin (FRA)    |                  |
| 125              | Rudy Molard (FRA)         |                  |
| 126              | Brieuc Rolland (FRA)      |                  |
| 127              | Clément Davy (FRA)        |                  |

| Euskaltel-Euskadi EUS | Euskaltel-Euskadi EUS | Euskaltel-Euskadi EUS |
| --------------------- | --------------------- | --------------------- |
| Nr                    | Kolarz                | Miejsce               |
| 131                   | Jon Aberasturi (ESP)  |                       |
| 132                   | Mikel Bizkarra (ESP)  |                       |
| 133                   | Gotzon Martín (ESP)   |                       |
| 134                   | Xabier Isasa (ESP)    |                       |
| 135                   | Txomin Juaristi (ESP) |                       |
| 136                   | Iker Mintegi (ESP)    |                       |
| 137                   | Ander Ganzabal (ESP)  |                       |

| Soudal Quick-Step SOQ | Soudal Quick-Step SOQ       | Soudal Quick-Step SOQ |
| --------------------- | --------------------------- | --------------------- |
| Nr                    | Kolarz                      | Miejsce               |
| 141                   | Gianmarco Garofoli (ITA)    |                       |
| 142                   | Ethan Hayter (GBR) (szosa)  |                       |
| 143                   | James Knox (GBR)            |                       |
| 144                   | Maximilian Schachmann (GER) |                       |
| 145                   | Ilan Van Wilder (BEL)       |                       |
| 146                   | Mauri Vansevenant (BEL)     |                       |
| 147                   | Louis Vervaeke (BEL)        |                       |

| Alpecin-Deceuninck ADC | Alpecin-Deceuninck ADC      | Alpecin-Deceuninck ADC |
| ---------------------- | --------------------------- | ---------------------- |
| Nr                     | Kolarz                      | Miejsce                |
| 151                    | Fabio Van den Bossche (BEL) |                        |
| 152                    | Ramses Debruyne (BEL)       |                        |
| 153                    | Juri Hollmann (GER)         |                        |
| 154                    | Jimmy Janssens (BEL)        |                        |
| 155                    | Luca Vergallito (ITA)       |                        |
| 156                    | Tobias Bayer (AUT)          |                        |
| 157                    | Emiel Verstrynge (BEL)      |                        |

| Equipo Kern Pharma EKP | Equipo Kern Pharma EKP  | Equipo Kern Pharma EKP |
| ---------------------- | ----------------------- | ---------------------- |
| Nr                     | Kolarz                  | Miejsce                |
| 161                    | Ibon Ruiz (ESP)         |                        |
| 162                    | Pau Miquel (ESP)        |                        |
| 163                    | Iván Cobo (ESP)         |                        |
| 164                    | Haimar Etxeberria (ESP) |                        |
| 165                    | Iñigo Elosegui (ESP)    |                        |
| 166                    | Unai Iribar (ESP)       |                        |
| 167                    | Diego Uriarte (ESP)     |                        |

| Team Jayco AlUla JAY | Team Jayco AlUla JAY          | Team Jayco AlUla JAY |
| -------------------- | ----------------------------- | -------------------- |
| Nr                   | Kolarz                        | Miejsce              |
| 171                  | Davide De Pretto (ITA)        |                      |
| 172                  | Edward Dunbar (IRL) (ITT)     |                      |
| 173                  | Anders Foldager (DEN)         | DNS-4                |
| 174                  | Alan Hatherly (RSA) (ITT)     |                      |
| 175                  | Asbjørn Hellemose (DEN)       |                      |
| 176                  | Christopher Juul-Jensen (DEN) |                      |
| 177                  | Mauro Schmid (SUI) (szosa)    |                      |

| Burgos-Burpellet-BH BBH | Burgos-Burpellet-BH BBH           | Burgos-Burpellet-BH BBH |
| ----------------------- | --------------------------------- | ----------------------- |
| Nr                      | Kolarz                            | Miejsce                 |
| 181                     | Ander Okamika (ESP)               |                         |
| 182                     | Jambaljamts Sainbayar (MGL) (ITT) |                         |
| 183                     | José Luis Faura (ESP)             |                         |
| 184                     | Hugo de la Calle (ESP)            |                         |
| 185                     | José Manuel Díaz (ESP)            |                         |
| 186                     | Eric Fagundez (URU) (ITT)         |                         |
| 187                     | Sinuhé Fernández (ESP)            |                         |

| Intermarché-Wanty IWA | Intermarché-Wanty IWA | Intermarché-Wanty IWA |
| --------------------- | --------------------- | --------------------- |
| Nr                    | Kolarz                | Miejsce               |
| 191                   | Louis Barré (FRA)     |                       |
| 192                   | Kamiel Bonneu (BEL)   |                       |
| 193                   | Alexander Kamp (DEN)  |                       |
| 194                   | Gerben Kuypers (BEL)  |                       |
| 195                   | Tom Paquot (BEL)      |                       |
| 196                   | Lorenzo Rota (ITA)    |                       |
| 197                   | Luca Van Boven (BEL)  |                       |

| Team Visma \| Lease a Bike TVL | Team Visma \| Lease a Bike TVL | Team Visma \| Lease a Bike TVL |
| ------------------------------ | ------------------------------ | ------------------------------ |
| Nr                             | Kolarz                         | Miejsce                        |
| 201                            | Axel Zingle (FRA)              | DNF-5                          |
| 202                            | Sepp Kuss (USA)                |                                |
| 203                            | Wilco Kelderman (NED)          |                                |
| 204                            | Thomas Gloag (GBR)             |                                |
| 205                            | Ben Tulett (GBR)               | DNS-5                          |
| 206                            | Attila Valter (HUN) (szosa)    |                                |
| 207                            | Victor Campenaerts (BEL)       | DNS-3                          |

| Caja Rural-Seguros RGA CJR | Caja Rural-Seguros RGA CJR | Caja Rural-Seguros RGA CJR |
| -------------------------- | -------------------------- | -------------------------- |
| Nr                         | Kolarz                     | Miejsce                    |
| 211                        | Fernando Barceló (ESP)     |                            |
| 212                        | Joan Bou (ESP)             |                            |
| 213                        | Iúri Leitão (POR)          | DNF-3                      |
| 214                        | Joel Nicolau (ESP)         |                            |
| 215                        | Thomas Silva (URU)         |                            |
| 216                        | Tyler Stites (USA)         |                            |
| 217                        | Julen Arriola-Bengoa (ESP) |                            |

| XDS Astana Team XAT | XDS Astana Team XAT       | XDS Astana Team XAT |
| ------------------- | ------------------------- | ------------------- |
| Nr                  | Kolarz                    | Miejsce             |
| 221                 | Clément Champoussin (FRA) |                     |
| 222                 | Anthon Charmig (DEN)      |                     |
| 223                 | Florian Kajamini (ITA)    | DNS-2               |
| 224                 | Anton Kuzmin (KAZ)        |                     |
| 225                 | Ide Schelling (NED)       |                     |
| 226                 | Harold Tejada (COL)       |                     |
| 227                 | Simone Velasco (ITA)      |                     |

| Tudor Pro Cycling Team TUD | Tudor Pro Cycling Team TUD   | Tudor Pro Cycling Team TUD |
| -------------------------- | ---------------------------- | -------------------------- |
| Nr                         | Kolarz                       | Miejsce                    |
| 231                        | Marc Hirschi (SUI)           |                            |
| 232                        | Jacob Eriksson (SWE) (szosa) |                            |
| 233                        | Julian Alaphilippe (FRA)     |                            |
| 234                        | Yannis Voisard (SUI)         |                            |
| 235                        | Fabian Weiss (SUI)           |                            |
| 236                        | Hannes Wilksch (GER)         |                            |
| 237                        | Luc Wirtgen (LUX)            |                            |

Legenda: DNF – nie ukończył etapu, OTL – przekroczył limit czasu, DNS – nie wystartował do etapu, DSQ – zdyskwalifikowany. Numer przy skrócie oznacza etap, na którym kolarz opuścił wyścig.

## Wyniki etapów

### Etap 1
| Vitoria-Gasteiz - Vitoria-Gasteiz | jazda indywidualna na czas | (16,5 km) |

| \| Klasyfikacja etapu \| Klasyfikacja etapu \| Klasyfikacja etapu \| Klasyfikacja etapu \| Klasyfikacja etapu \| \| Kolarz \| Kolarz \| Państwo \| Drużyna \| Czas \| \| ------------------ \| --------------------- \| ------------------ \| -------------------------- \| ------------------ \| \| 1. \| Maximilian Schachmann \| Niemcy \| Soudal Quick-Step \| 18' 37" \| \| 2. \| João Almeida \| Portugalia \| UAE Team Emirates XRG \| + 0" \| \| 3. \| Florian Lipowitz \| Niemcy \| Red Bull-Bora-Hansgrohe \| + 1" \| \| 4. \| Ethan Hayter \| Wielka Brytania \| Soudal Quick-Step \| + 6" \| \| 5. \| Aleksandr Własow \| Rosja \| Red Bull-Bora-Hansgrohe \| + 10" \| \| 6. \| Ilan Van Wilder \| Belgia \| Soudal Quick-Step \| + 11" \| \| 7. \| Victor Campenaerts \| Belgia \| Team Visma \\| Lease a Bike \| + 12" \| \| 8. \| Mattias Skjelmose \| Dania \| Lidl-Trek \| + 12" \| \| 9. \| Bruno Armirail \| Francja \| Decathlon-AG2R La Mondiale \| + 13" \| \| 10. \| Michael Leonard \| Kanada \| Ineos Grenadiers \| + 16" \| |                       |                 |                            |         |
| |                       |                 |                            |         |
| |                       |                 |                            |         |
| Klasyfikacja etapu |                       |                 |                            |         |
| Kolarz | Kolarz                | Państwo         | Drużyna                    | Czas    |
| 1. | Maximilian Schachmann | Niemcy          | Soudal Quick-Step          | 18' 37" |
| 2. | João Almeida          | Portugalia      | UAE Team Emirates XRG      | + 0"    |
| 3. | Florian Lipowitz      | Niemcy          | Red Bull-Bora-Hansgrohe    | + 1"    |
| 4. | Ethan Hayter          | Wielka Brytania | Soudal Quick-Step          | + 6"    |
| 5. | Aleksandr Własow      | Rosja           | Red Bull-Bora-Hansgrohe    | + 10"   |
| 6. | Ilan Van Wilder       | Belgia          | Soudal Quick-Step          | + 11"   |
| 7. | Victor Campenaerts    | Belgia          | Team Visma \| Lease a Bike | + 12"   |
| 8. | Mattias Skjelmose     | Dania           | Lidl-Trek                  | + 12"   |
| 9. | Bruno Armirail        | Francja         | Decathlon-AG2R La Mondiale | + 13"   |
| 10. | Michael Leonard       | Kanada          | Ineos Grenadiers           | + 16"   |

| \| Klasyfikacja generalna \| Klasyfikacja generalna \| Klasyfikacja generalna \| Klasyfikacja generalna \| Klasyfikacja generalna \| \| Kolarz \| Kolarz \| Państwo \| Drużyna \| Czas \| \| ---------------------- \| ---------------------- \| ---------------------- \| -------------------------- \| ---------------------- \| \| 1. \| Maximilian Schachmann \| Niemcy \| Soudal Quick-Step \| 18' 37" \| \| 2. \| João Almeida \| Portugalia \| UAE Team Emirates XRG \| + 0" \| \| 3. \| Florian Lipowitz \| Niemcy \| Red Bull-Bora-Hansgrohe \| + 1" \| \| 4. \| Ethan Hayter \| Wielka Brytania \| Soudal Quick-Step \| + 6" \| \| 5. \| Aleksandr Własow \| Rosja \| Red Bull-Bora-Hansgrohe \| + 10" \| \| 6. \| Ilan Van Wilder \| Belgia \| Soudal Quick-Step \| + 11" \| \| 7. \| Victor Campenaerts \| Belgia \| Team Visma \\| Lease a Bike \| + 12" \| \| 8. \| Mattias Skjelmose \| Dania \| Lidl-Trek \| + 12" \| \| 9. \| Bruno Armirail \| Francja \| Decathlon-AG2R La Mondiale \| + 13" \| \| 10. \| Michael Leonard \| Kanada \| Ineos Grenadiers \| + 16" \| |                       |                 |                            |         |
| |                       |                 |                            |         |
| |                       |                 |                            |         |
| Klasyfikacja generalna |                       |                 |                            |         |
| Kolarz | Kolarz                | Państwo         | Drużyna                    | Czas    |
| 1. | Maximilian Schachmann | Niemcy          | Soudal Quick-Step          | 18' 37" |
| 2. | João Almeida          | Portugalia      | UAE Team Emirates XRG      | + 0"    |
| 3. | Florian Lipowitz      | Niemcy          | Red Bull-Bora-Hansgrohe    | + 1"    |
| 4. | Ethan Hayter          | Wielka Brytania | Soudal Quick-Step          | + 6"    |
| 5. | Aleksandr Własow      | Rosja           | Red Bull-Bora-Hansgrohe    | + 10"   |
| 6. | Ilan Van Wilder       | Belgia          | Soudal Quick-Step          | + 11"   |
| 7. | Victor Campenaerts    | Belgia          | Team Visma \| Lease a Bike | + 12"   |
| 8. | Mattias Skjelmose     | Dania           | Lidl-Trek                  | + 12"   |
| 9. | Bruno Armirail        | Francja         | Decathlon-AG2R La Mondiale | + 13"   |
| 10. | Michael Leonard       | Kanada          | Ineos Grenadiers           | + 16"   |

### Etap 2
| Pampeluna - Lodosa | pagórkowaty | (199,8 km) |

| \| Klasyfikacja etapu \| Klasyfikacja etapu \| Klasyfikacja etapu \| Klasyfikacja etapu \| Klasyfikacja etapu \| \| Kolarz \| Kolarz \| Państwo \| Drużyna \| Czas \| \| ------------------ \| --------------------- \| ------------------ \| -------------------------- \| ------------------ \| \| 1. \| Caleb Ewan \| Australia \| Ineos Grenadiers \| 4h 13' 50" \| \| 2. \| Luca Van Boven \| Belgia \| Intermarché-Wanty \| + 0" \| \| 3. \| Bastien Tronchon \| Francja \| Decathlon-AG2R La Mondiale \| + 0" \| \| 4. \| Thibaud Gruel \| Francja \| Groupama-FDJ \| + 0" \| \| 5. \| Iúri Leitão \| Portugalia \| Caja Rural-Seguros RGA \| + 0" \| \| 6. \| Axel Zingle \| Francja \| Team Visma \\| Lease a Bike \| + 0" \| \| 7. \| Fabio Van den Bossche \| Belgia \| Alpecin-Deceuninck \| + 0" \| \| 8. \| Luc Wirtgen \| Luksemburg \| Tudor Pro Cycling Team \| + 0" \| \| 9. \| Jon Aberasturi \| Hiszpania \| Euskaltel-Euskadi \| + 0" \| \| 10. \| Anders Foldager \| Dania \| Team Jayco AlUla \| + 0" \| |                       |            |                            |            |
| |                       |            |                            |            |
| |                       |            |                            |            |
| Klasyfikacja etapu |                       |            |                            |            |
| Kolarz | Kolarz                | Państwo    | Drużyna                    | Czas       |
| 1. | Caleb Ewan            | Australia  | Ineos Grenadiers           | 4h 13' 50" |
| 2. | Luca Van Boven        | Belgia     | Intermarché-Wanty          | + 0"       |
| 3. | Bastien Tronchon      | Francja    | Decathlon-AG2R La Mondiale | + 0"       |
| 4. | Thibaud Gruel         | Francja    | Groupama-FDJ               | + 0"       |
| 5. | Iúri Leitão           | Portugalia | Caja Rural-Seguros RGA     | + 0"       |
| 6. | Axel Zingle           | Francja    | Team Visma \| Lease a Bike | + 0"       |
| 7. | Fabio Van den Bossche | Belgia     | Alpecin-Deceuninck         | + 0"       |
| 8. | Luc Wirtgen           | Luksemburg | Tudor Pro Cycling Team     | + 0"       |
| 9. | Jon Aberasturi        | Hiszpania  | Euskaltel-Euskadi          | + 0"       |
| 10. | Anders Foldager       | Dania      | Team Jayco AlUla           | + 0"       |

| \| Klasyfikacja generalna \| Klasyfikacja generalna \| Klasyfikacja generalna \| Klasyfikacja generalna \| Klasyfikacja generalna \| \| Kolarz \| Kolarz \| Państwo \| Drużyna \| Czas \| \| ---------------------- \| ---------------------- \| ---------------------- \| -------------------------- \| ---------------------- \| \| 1. \| Maximilian Schachmann \| Niemcy \| Soudal Quick-Step \| 4h 32' 27" \| \| 2. \| João Almeida \| Portugalia \| UAE Team Emirates XRG \| + 0" \| \| 3. \| Florian Lipowitz \| Niemcy \| Red Bull-Bora-Hansgrohe \| + 1" \| \| 4. \| Ethan Hayter \| Wielka Brytania \| Soudal Quick-Step \| + 6" \| \| 5. \| Aleksandr Własow \| Rosja \| Red Bull-Bora-Hansgrohe \| + 10" \| \| 6. \| Ilan Van Wilder \| Belgia \| Soudal Quick-Step \| + 11" \| \| 7. \| Victor Campenaerts \| Belgia \| Team Visma \\| Lease a Bike \| + 12" \| \| 8. \| Mattias Skjelmose \| Dania \| Lidl-Trek \| + 12" \| \| 9. \| Bruno Armirail \| Francja \| Decathlon-AG2R La Mondiale \| + 13" \| \| 10. \| Michael Leonard \| Kanada \| Ineos Grenadiers \| + 16" \| |                       |                 |                            |            |
| |                       |                 |                            |            |
| |                       |                 |                            |            |
| Klasyfikacja generalna |                       |                 |                            |            |
| Kolarz | Kolarz                | Państwo         | Drużyna                    | Czas       |
| 1. | Maximilian Schachmann | Niemcy          | Soudal Quick-Step          | 4h 32' 27" |
| 2. | João Almeida          | Portugalia      | UAE Team Emirates XRG      | + 0"       |
| 3. | Florian Lipowitz      | Niemcy          | Red Bull-Bora-Hansgrohe    | + 1"       |
| 4. | Ethan Hayter          | Wielka Brytania | Soudal Quick-Step          | + 6"       |
| 5. | Aleksandr Własow      | Rosja           | Red Bull-Bora-Hansgrohe    | + 10"      |
| 6. | Ilan Van Wilder       | Belgia          | Soudal Quick-Step          | + 11"      |
| 7. | Victor Campenaerts    | Belgia          | Team Visma \| Lease a Bike | + 12"      |
| 8. | Mattias Skjelmose     | Dania           | Lidl-Trek                  | + 12"      |
| 9. | Bruno Armirail        | Francja         | Decathlon-AG2R La Mondiale | + 13"      |
| 10. | Michael Leonard       | Kanada          | Ineos Grenadiers           | + 16"      |

### Etap 3
| Zarautz - Beasain | górzysty | (156,3 km) |

| \| Klasyfikacja etapu \| Klasyfikacja etapu \| Klasyfikacja etapu \| Klasyfikacja etapu \| Klasyfikacja etapu \| \| Kolarz \| Kolarz \| Państwo \| Drużyna \| Czas \| \| ------------------ \| --------------------- \| ------------------ \| -------------------------- \| ------------------ \| \| 1. \| Alex Aranburu \| Hiszpania \| Cofidis \| 3h 45' 21" \| \| 2. \| Romain Grégoire \| Francja \| Groupama-FDJ \| + 3" \| \| 3. \| Maximilian Schachmann \| Niemcy \| Soudal Quick-Step \| + 3" \| \| 4. \| João Almeida \| Portugalia \| UAE Team Emirates XRG \| + 3" \| \| 5. \| Enric Mas \| Hiszpania \| Movistar Team \| + 3" \| \| 6. \| Mattias Skjelmose \| Dania \| Lidl-Trek \| + 3" \| \| 7. \| Wilco Kelderman \| Holandia \| Team Visma \\| Lease a Bike \| + 3" \| \| 8. \| Florian Lipowitz \| Niemcy \| Red Bull-Bora-Hansgrohe \| + 3" \| \| 9. \| Steff Cras \| Belgia \| Team TotalEnergies \| + 3" \| \| 10. \| Ilan Van Wilder \| Belgia \| Soudal Quick-Step \| + 3" \| |                       |            |                            |            |
| |                       |            |                            |            |
| |                       |            |                            |            |
| Klasyfikacja etapu |                       |            |                            |            |
| Kolarz | Kolarz                | Państwo    | Drużyna                    | Czas       |
| 1. | Alex Aranburu         | Hiszpania  | Cofidis                    | 3h 45' 21" |
| 2. | Romain Grégoire       | Francja    | Groupama-FDJ               | + 3"       |
| 3. | Maximilian Schachmann | Niemcy     | Soudal Quick-Step          | + 3"       |
| 4. | João Almeida          | Portugalia | UAE Team Emirates XRG      | + 3"       |
| 5. | Enric Mas             | Hiszpania  | Movistar Team              | + 3"       |
| 6. | Mattias Skjelmose     | Dania      | Lidl-Trek                  | + 3"       |
| 7. | Wilco Kelderman       | Holandia   | Team Visma \| Lease a Bike | + 3"       |
| 8. | Florian Lipowitz      | Niemcy     | Red Bull-Bora-Hansgrohe    | + 3"       |
| 9. | Steff Cras            | Belgia     | Team TotalEnergies         | + 3"       |
| 10. | Ilan Van Wilder       | Belgia     | Soudal Quick-Step          | + 3"       |

| \| Klasyfikacja generalna \| Klasyfikacja generalna \| Klasyfikacja generalna \| Klasyfikacja generalna \| Klasyfikacja generalna \| \| Kolarz \| Kolarz \| Państwo \| Drużyna \| Czas \| \| ---------------------- \| ---------------------- \| ---------------------- \| -------------------------- \| ---------------------- \| \| 1. \| Maximilian Schachmann \| Niemcy \| Soudal Quick-Step \| 8h 17' 47" \| \| 2. \| Florian Lipowitz \| Niemcy \| Red Bull-Bora-Hansgrohe \| + 4" \| \| 3. \| João Almeida \| Portugalia \| UAE Team Emirates XRG \| + 4" \| \| 4. \| Ilan Van Wilder \| Belgia \| Soudal Quick-Step \| + 15" \| \| 5. \| Mattias Skjelmose \| Dania \| Lidl-Trek \| + 16" \| \| 6. \| Wilco Kelderman \| Holandia \| Team Visma \\| Lease a Bike \| + 37" \| \| 7. \| Romain Grégoire \| Francja \| Groupama-FDJ \| + 40" \| \| 8. \| Steff Cras \| Belgia \| Team TotalEnergies \| + 46" \| \| 9. \| Alex Aranburu \| Hiszpania \| Cofidis \| + 1' 03" \| \| 10. \| Enric Mas \| Hiszpania \| Movistar Team \| + 1' 14" \| |                       |            |                            |            |
| |                       |            |                            |            |
| |                       |            |                            |            |
| Klasyfikacja generalna |                       |            |                            |            |
| Kolarz | Kolarz                | Państwo    | Drużyna                    | Czas       |
| 1. | Maximilian Schachmann | Niemcy     | Soudal Quick-Step          | 8h 17' 47" |
| 2. | Florian Lipowitz      | Niemcy     | Red Bull-Bora-Hansgrohe    | + 4"       |
| 3. | João Almeida          | Portugalia | UAE Team Emirates XRG      | + 4"       |
| 4. | Ilan Van Wilder       | Belgia     | Soudal Quick-Step          | + 15"      |
| 5. | Mattias Skjelmose     | Dania      | Lidl-Trek                  | + 16"      |
| 6. | Wilco Kelderman       | Holandia   | Team Visma \| Lease a Bike | + 37"      |
| 7. | Romain Grégoire       | Francja    | Groupama-FDJ               | + 40"      |
| 8. | Steff Cras            | Belgia     | Team TotalEnergies         | + 46"      |
| 9. | Alex Aranburu         | Hiszpania  | Cofidis                    | + 1' 03"   |
| 10. | Enric Mas             | Hiszpania  | Movistar Team              | + 1' 14"   |

### Etap 4
| Beasain - Markina-Xemein | górzysty | (169,6 km) |

| \| Klasyfikacja etapu \| Klasyfikacja etapu \| Klasyfikacja etapu \| Klasyfikacja etapu \| Klasyfikacja etapu \| \| Kolarz \| Kolarz \| Państwo \| Drużyna \| Czas \| \| ------------------ \| --------------------- \| ------------------ \| -------------------------- \| ------------------ \| \| 1. \| João Almeida \| Portugalia \| UAE Team Emirates XRG \| 3h 52' 39" \| \| 2. \| Isaac Del Toro \| Meksyk \| UAE Team Emirates XRG \| + 28" \| \| 3. \| Maximilian Schachmann \| Niemcy \| Soudal Quick-Step \| + 28" \| \| 4. \| Clément Champoussin \| Francja \| XDS Astana Team \| + 28" \| \| 5. \| Alex Aranburu \| Hiszpania \| Cofidis \| + 28" \| \| 6. \| Clément Berthet \| Francja \| Decathlon-AG2R La Mondiale \| + 28" \| \| 7. \| Simone Velasco \| Włochy \| XDS Astana Team \| + 28" \| \| 8. \| Oscar Onley \| Wielka Brytania \| Team Picnic-PostNL \| + 28" \| \| 9. \| Ilan Van Wilder \| Belgia \| Soudal Quick-Step \| + 28" \| \| 10. \| Guillaume Martin \| Francja \| Groupama-FDJ \| + 28" \| |                       |                 |                            |            |
| |                       |                 |                            |            |
| |                       |                 |                            |            |
| Klasyfikacja etapu |                       |                 |                            |            |
| Kolarz | Kolarz                | Państwo         | Drużyna                    | Czas       |
| 1. | João Almeida          | Portugalia      | UAE Team Emirates XRG      | 3h 52' 39" |
| 2. | Isaac Del Toro        | Meksyk          | UAE Team Emirates XRG      | + 28"      |
| 3. | Maximilian Schachmann | Niemcy          | Soudal Quick-Step          | + 28"      |
| 4. | Clément Champoussin   | Francja         | XDS Astana Team            | + 28"      |
| 5. | Alex Aranburu         | Hiszpania       | Cofidis                    | + 28"      |
| 6. | Clément Berthet       | Francja         | Decathlon-AG2R La Mondiale | + 28"      |
| 7. | Simone Velasco        | Włochy          | XDS Astana Team            | + 28"      |
| 8. | Oscar Onley           | Wielka Brytania | Team Picnic-PostNL         | + 28"      |
| 9. | Ilan Van Wilder       | Belgia          | Soudal Quick-Step          | + 28"      |
| 10. | Guillaume Martin      | Francja         | Groupama-FDJ               | + 28"      |

| \| Klasyfikacja generalna \| Klasyfikacja generalna \| Klasyfikacja generalna \| Klasyfikacja generalna \| Klasyfikacja generalna \| \| Kolarz \| Kolarz \| Państwo \| Drużyna \| Czas \| \| ---------------------- \| ---------------------- \| ---------------------- \| -------------------------- \| ---------------------- \| \| 1. \| João Almeida \| Portugalia \| UAE Team Emirates XRG \| 12h 10' 20" \| \| 2. \| Maximilian Schachmann \| Niemcy \| Soudal Quick-Step \| + 30" \| \| 3. \| Florian Lipowitz \| Niemcy \| Red Bull-Bora-Hansgrohe \| + 38" \| \| 4. \| Ilan Van Wilder \| Belgia \| Soudal Quick-Step \| + 49" \| \| 5. \| Mattias Skjelmose \| Dania \| Lidl-Trek \| + 50" \| \| 6. \| Wilco Kelderman \| Holandia \| Team Visma \\| Lease a Bike \| + 1' 11" \| \| 7. \| Alex Aranburu \| Hiszpania \| Cofidis \| + 1' 37" \| \| 8. \| Enric Mas \| Hiszpania \| Movistar Team \| + 1' 48" \| \| 9. \| Steff Cras \| Belgia \| Team TotalEnergies \| + 2' 15" \| \| 10. \| Simone Velasco \| Włochy \| XDS Astana Team \| + 2' 18" \| |                       |            |                            |             |
| |                       |            |                            |             |
| |                       |            |                            |             |
| Klasyfikacja generalna |                       |            |                            |             |
| Kolarz | Kolarz                | Państwo    | Drużyna                    | Czas        |
| 1. | João Almeida          | Portugalia | UAE Team Emirates XRG      | 12h 10' 20" |
| 2. | Maximilian Schachmann | Niemcy     | Soudal Quick-Step          | + 30"       |
| 3. | Florian Lipowitz      | Niemcy     | Red Bull-Bora-Hansgrohe    | + 38"       |
| 4. | Ilan Van Wilder       | Belgia     | Soudal Quick-Step          | + 49"       |
| 5. | Mattias Skjelmose     | Dania      | Lidl-Trek                  | + 50"       |
| 6. | Wilco Kelderman       | Holandia   | Team Visma \| Lease a Bike | + 1' 11"    |
| 7. | Alex Aranburu         | Hiszpania  | Cofidis                    | + 1' 37"    |
| 8. | Enric Mas             | Hiszpania  | Movistar Team              | + 1' 48"    |
| 9. | Steff Cras            | Belgia     | Team TotalEnergies         | + 2' 15"    |
| 10. | Simone Velasco        | Włochy     | XDS Astana Team            | + 2' 18"    |

### Etap 5
| Urduña - Gernika-Lumo | górzysty | (172,4 km) |

| \| Klasyfikacja etapu \| Klasyfikacja etapu \| Klasyfikacja etapu \| Klasyfikacja etapu \| Klasyfikacja etapu \| \| Kolarz \| Kolarz \| Państwo \| Drużyna \| Czas \| \| ------------------ \| ------------------- \| ------------------ \| ----------------------- \| ------------------ \| \| 1. \| Ben Healy \| Irlandia \| EF Education-EasyPost \| 3h 55' 57" \| \| 2. \| Axel Laurance \| Francja \| Ineos Grenadiers \| + 1' 47" \| \| 3. \| Simone Velasco \| Włochy \| XDS Astana Team \| + 1' 48" \| \| 4. \| Alex Aranburu \| Hiszpania \| Cofidis \| + 1' 48" \| \| 5. \| Romain Grégoire \| Francja \| Groupama-FDJ \| + 1' 48" \| \| 6. \| Maxim Van Gils \| Belgia \| Red Bull-Bora-Hansgrohe \| + 1' 48" \| \| 7. \| Pau Miquel \| Hiszpania \| Equipo Kern Pharma \| + 1' 48" \| \| 8. \| Jordan Jegat \| Francja \| Team TotalEnergies \| + 1' 48" \| \| 9. \| Clément Champoussin \| Francja \| XDS Astana Team \| + 1' 48" \| \| 10. \| Thomas Silva \| Urugwaj \| Caja Rural-Seguros RGA \| + 1' 48" \| |                     |           |                         |            |
| |                     |           |                         |            |
| |                     |           |                         |            |
| Klasyfikacja etapu |                     |           |                         |            |
| Kolarz | Kolarz              | Państwo   | Drużyna                 | Czas       |
| 1. | Ben Healy           | Irlandia  | EF Education-EasyPost   | 3h 55' 57" |
| 2. | Axel Laurance       | Francja   | Ineos Grenadiers        | + 1' 47"   |
| 3. | Simone Velasco      | Włochy    | XDS Astana Team         | + 1' 48"   |
| 4. | Alex Aranburu       | Hiszpania | Cofidis                 | + 1' 48"   |
| 5. | Romain Grégoire     | Francja   | Groupama-FDJ            | + 1' 48"   |
| 6. | Maxim Van Gils      | Belgia    | Red Bull-Bora-Hansgrohe | + 1' 48"   |
| 7. | Pau Miquel          | Hiszpania | Equipo Kern Pharma      | + 1' 48"   |
| 8. | Jordan Jegat        | Francja   | Team TotalEnergies      | + 1' 48"   |
| 9. | Clément Champoussin | Francja   | XDS Astana Team         | + 1' 48"   |
| 10. | Thomas Silva        | Urugwaj   | Caja Rural-Seguros RGA  | + 1' 48"   |

| \| Klasyfikacja generalna \| Klasyfikacja generalna \| Klasyfikacja generalna \| Klasyfikacja generalna \| Klasyfikacja generalna \| \| Kolarz \| Kolarz \| Państwo \| Drużyna \| Czas \| \| ---------------------- \| ---------------------- \| ---------------------- \| -------------------------- \| ---------------------- \| \| 1. \| João Almeida \| Portugalia \| UAE Team Emirates XRG \| 16h 08' 05" \| \| 2. \| Maximilian Schachmann \| Niemcy \| Soudal Quick-Step \| + 30" \| \| 3. \| Florian Lipowitz \| Niemcy \| Red Bull-Bora-Hansgrohe \| + 38" \| \| 4. \| Ilan Van Wilder \| Belgia \| Soudal Quick-Step \| + 49" \| \| 5. \| Mattias Skjelmose \| Dania \| Lidl-Trek \| + 50" \| \| 6. \| Wilco Kelderman \| Holandia \| Team Visma \\| Lease a Bike \| + 1' 11" \| \| 7. \| Alex Aranburu \| Hiszpania \| Cofidis \| + 1' 37" \| \| 8. \| Enric Mas \| Hiszpania \| Movistar Team \| + 1' 48" \| \| 9. \| Simone Velasco \| Włochy \| XDS Astana Team \| + 2' 14" \| \| 10. \| Steff Cras \| Belgia \| Team TotalEnergies \| + 2' 15" \| |                       |            |                            |             |
| |                       |            |                            |             |
| |                       |            |                            |             |
| Klasyfikacja generalna |                       |            |                            |             |
| Kolarz | Kolarz                | Państwo    | Drużyna                    | Czas        |
| 1. | João Almeida          | Portugalia | UAE Team Emirates XRG      | 16h 08' 05" |
| 2. | Maximilian Schachmann | Niemcy     | Soudal Quick-Step          | + 30"       |
| 3. | Florian Lipowitz      | Niemcy     | Red Bull-Bora-Hansgrohe    | + 38"       |
| 4. | Ilan Van Wilder       | Belgia     | Soudal Quick-Step          | + 49"       |
| 5. | Mattias Skjelmose     | Dania      | Lidl-Trek                  | + 50"       |
| 6. | Wilco Kelderman       | Holandia   | Team Visma \| Lease a Bike | + 1' 11"    |
| 7. | Alex Aranburu         | Hiszpania  | Cofidis                    | + 1' 37"    |
| 8. | Enric Mas             | Hiszpania  | Movistar Team              | + 1' 48"    |
| 9. | Simone Velasco        | Włochy     | XDS Astana Team            | + 2' 14"    |
| 10. | Steff Cras            | Belgia     | Team TotalEnergies         | + 2' 15"    |

### Etap 6
| Eibar - Eibar | górski | (153,6 km) |

| \| Klasyfikacja etapu \| Klasyfikacja etapu \| Klasyfikacja etapu \| Klasyfikacja etapu \| Klasyfikacja etapu \| \| Kolarz \| Kolarz \| Państwo \| Drużyna \| Czas \| \| ------------------ \| ------------------- \| ------------------ \| --------------------- \| ------------------ \| \| 1. \| João Almeida \| Portugalia \| UAE Team Emirates XRG \| 3h 56' 54" \| \| 2. \| Enric Mas \| Hiszpania \| Movistar Team \| + 0" \| \| 3. \| Ben Healy \| Irlandia \| EF Education-EasyPost \| + 13" \| \| 4. \| Isaac Del Toro \| Meksyk \| UAE Team Emirates XRG \| + 28" \| \| 5. \| Alex Aranburu \| Hiszpania \| Cofidis \| + 58" \| \| 6. \| Jordan Jegat \| Francja \| Team TotalEnergies \| + 58" \| \| 7. \| Simone Velasco \| Włochy \| XDS Astana Team \| + 1' 19" \| \| 8. \| Oscar Onley \| Wielka Brytania \| Team Picnic-PostNL \| + 1' 19" \| \| 9. \| Felix Großschartner \| Austria \| UAE Team Emirates XRG \| + 1' 19" \| \| 10. \| Clément Champoussin \| Francja \| XDS Astana Team \| + 1' 19" \| |                     |                 |                       |            |
| |                     |                 |                       |            |
| |                     |                 |                       |            |
| Klasyfikacja etapu |                     |                 |                       |            |
| Kolarz | Kolarz              | Państwo         | Drużyna               | Czas       |
| 1. | João Almeida        | Portugalia      | UAE Team Emirates XRG | 3h 56' 54" |
| 2. | Enric Mas           | Hiszpania       | Movistar Team         | + 0"       |
| 3. | Ben Healy           | Irlandia        | EF Education-EasyPost | + 13"      |
| 4. | Isaac Del Toro      | Meksyk          | UAE Team Emirates XRG | + 28"      |
| 5. | Alex Aranburu       | Hiszpania       | Cofidis               | + 58"      |
| 6. | Jordan Jegat        | Francja         | Team TotalEnergies    | + 58"      |
| 7. | Simone Velasco      | Włochy          | XDS Astana Team       | + 1' 19"   |
| 8. | Oscar Onley         | Wielka Brytania | Team Picnic-PostNL    | + 1' 19"   |
| 9. | Felix Großschartner | Austria         | UAE Team Emirates XRG | + 1' 19"   |
| 10. | Clément Champoussin | Francja         | XDS Astana Team       | + 1' 19"   |

## Klasyfikacje

### Klasyfikacja generalna
| \| Klasyfikacja generalna \| Klasyfikacja generalna \| Klasyfikacja generalna \| Klasyfikacja generalna \| Klasyfikacja generalna \| \| Kolarz \| Kolarz \| Państwo \| Drużyna \| Czas \| \| ---------------------- \| ---------------------- \| ---------------------- \| -------------------------- \| ---------------------- \| \| 1. \| João Almeida \| Portugalia \| UAE Team Emirates XRG \| 20h 04' 49" \| \| 2. \| Enric Mas \| Hiszpania \| Movistar Team \| + 1' 52" \| \| 3. \| Maximilian Schachmann \| Niemcy \| Soudal Quick-Step \| + 1' 59" \| \| 4. \| Florian Lipowitz \| Niemcy \| Red Bull-Bora-Hansgrohe \| + 2' 07" \| \| 5. \| Mattias Skjelmose \| Dania \| Lidl-Trek \| + 2' 17" \| \| 6. \| Ilan Van Wilder \| Belgia \| Soudal Quick-Step \| + 2' 18" \| \| 7. \| Alex Aranburu \| Hiszpania \| Cofidis \| + 2' 45" \| \| 8. \| Simone Velasco \| Włochy \| XDS Astana Team \| + 3' 43" \| \| 9. \| Oscar Onley \| Wielka Brytania \| Team Picnic-PostNL \| + 3' 50" \| \| 10. \| Clément Champoussin \| Francja \| XDS Astana Team \| + 3' 55" \| \| 11. \| Clément Berthet \| Francja \| Decathlon-AG2R La Mondiale \| + 4' 04" \| \| 12. \| Guillaume Martin \| Francja \| Groupama-FDJ \| + 4' 07" \| \| 13. \| Santiago Buitrago \| Kolumbia \| Bahrain Victorious \| + 4' 16" \| \| 14. \| Jordan Jegat \| Francja \| Team TotalEnergies \| + 4' 23" \| \| 15. \| Isaac Del Toro \| Meksyk \| UAE Team Emirates XRG \| + 4' 55" \| \| 16. \| Luca Vergallito \| Włochy \| Alpecin-Deceuninck \| + 5' 03" \| \| 17. \| Wilco Kelderman \| Holandia \| Team Visma \\| Lease a Bike \| + 5' 51" \| \| 18. \| Steff Cras \| Belgia \| Team TotalEnergies \| + 6' 55" \| \| 19. \| Iván Cobo \| Hiszpania \| Equipo Kern Pharma \| + 8' 21" \| \| 20. \| Axel Laurance \| Francja \| Ineos Grenadiers \| + 8' 21" \| \| 21. \| Harold Tejada \| Kolumbia \| XDS Astana Team \| + 8' 34" \| \| 22. \| Brieuc Rolland \| Francja \| Groupama-FDJ \| + 8' 43" \| \| 23. \| Unai Iribar \| Hiszpania \| Equipo Kern Pharma \| + 9' 16" \| \| 24. \| Romain Grégoire \| Francja \| Groupama-FDJ \| + 9' 32" \| \| 25. \| Léo Bisiaux \| Francja \| Decathlon-AG2R La Mondiale \| + 9' 33" \| |                       |                 |                            |             |
| |                       |                 |                            |             |
| |                       |                 |                            |             |
| Klasyfikacja generalna |                       |                 |                            |             |
| Kolarz | Kolarz                | Państwo         | Drużyna                    | Czas        |
| 1. | João Almeida          | Portugalia      | UAE Team Emirates XRG      | 20h 04' 49" |
| 2. | Enric Mas             | Hiszpania       | Movistar Team              | + 1' 52"    |
| 3. | Maximilian Schachmann | Niemcy          | Soudal Quick-Step          | + 1' 59"    |
| 4. | Florian Lipowitz      | Niemcy          | Red Bull-Bora-Hansgrohe    | + 2' 07"    |
| 5. | Mattias Skjelmose     | Dania           | Lidl-Trek                  | + 2' 17"    |
| 6. | Ilan Van Wilder       | Belgia          | Soudal Quick-Step          | + 2' 18"    |
| 7. | Alex Aranburu         | Hiszpania       | Cofidis                    | + 2' 45"    |
| 8. | Simone Velasco        | Włochy          | XDS Astana Team            | + 3' 43"    |
| 9. | Oscar Onley           | Wielka Brytania | Team Picnic-PostNL         | + 3' 50"    |
| 10. | Clément Champoussin   | Francja         | XDS Astana Team            | + 3' 55"    |
| 11. | Clément Berthet       | Francja         | Decathlon-AG2R La Mondiale | + 4' 04"    |
| 12. | Guillaume Martin      | Francja         | Groupama-FDJ               | + 4' 07"    |
| 13. | Santiago Buitrago     | Kolumbia        | Bahrain Victorious         | + 4' 16"    |
| 14. | Jordan Jegat          | Francja         | Team TotalEnergies         | + 4' 23"    |
| 15. | Isaac Del Toro        | Meksyk          | UAE Team Emirates XRG      | + 4' 55"    |
| 16. | Luca Vergallito       | Włochy          | Alpecin-Deceuninck         | + 5' 03"    |
| 17. | Wilco Kelderman       | Holandia        | Team Visma \| Lease a Bike | + 5' 51"    |
| 18. | Steff Cras            | Belgia          | Team TotalEnergies         | + 6' 55"    |
| 19. | Iván Cobo             | Hiszpania       | Equipo Kern Pharma         | + 8' 21"    |
| 20. | Axel Laurance         | Francja         | Ineos Grenadiers           | + 8' 21"    |
| 21. | Harold Tejada         | Kolumbia        | XDS Astana Team            | + 8' 34"    |
| 22. | Brieuc Rolland        | Francja         | Groupama-FDJ               | + 8' 43"    |
| 23. | Unai Iribar           | Hiszpania       | Equipo Kern Pharma         | + 9' 16"    |
| 24. | Romain Grégoire       | Francja         | Groupama-FDJ               | + 9' 32"    |
| 25. | Léo Bisiaux           | Francja         | Decathlon-AG2R La Mondiale | + 9' 33"    |

| Klasyfikacja punktowa | Klasyfikacja punktowa | Klasyfikacja punktowa | Klasyfikacja punktowa   | Klasyfikacja punktowa |
| Kolarz                | Kolarz                | Państwo               | Drużyna                 | Punkty                |
| --------------------- | --------------------- | --------------------- | ----------------------- | --------------------- |
| 1.                    | João Almeida          | Portugalia            | UAE Team Emirates XRG   | 84 pkt                |
| 2.                    | Alex Aranburu         | Hiszpania             | Cofidis                 | 67 pkt                |
| 3.                    | Ben Healy             | Irlandia              | EF Education-EasyPost   | 66 pkt                |
| 4.                    | Maximilian Schachmann | Niemcy                | Soudal Quick-Step       | 61 pkt                |
| 5.                    | Isaac Del Toro        | Meksyk                | UAE Team Emirates XRG   | 45 pkt                |
| 6.                    | Simone Velasco        | Włochy                | XDS Astana Team         | 39 pkt                |
| 7.                    | Enric Mas             | Hiszpania             | Movistar Team           | 35 pkt                |
| 8.                    | Florian Lipowitz      | Niemcy                | Red Bull-Bora-Hansgrohe | 32 pkt                |
| 9.                    | Romain Grégoire       | Francja               | Groupama-FDJ            | 32 pkt                |
| 10.                   | Jordan Jegat          | Francja               | Team TotalEnergies      | 31 pkt                |

| Klasyfikacja punktowa | Klasyfikacja punktowa | Klasyfikacja punktowa | Klasyfikacja punktowa   | Klasyfikacja punktowa |
| Kolarz                | Kolarz                | Państwo               | Drużyna                 | Punkty                |
| --------------------- | --------------------- | --------------------- | ----------------------- | --------------------- |
| 1.                    | João Almeida          | Portugalia            | UAE Team Emirates XRG   | 84 pkt                |
| 2.                    | Alex Aranburu         | Hiszpania             | Cofidis                 | 67 pkt                |
| 3.                    | Ben Healy             | Irlandia              | EF Education-EasyPost   | 66 pkt                |
| 4.                    | Maximilian Schachmann | Niemcy                | Soudal Quick-Step       | 61 pkt                |
| 5.                    | Isaac Del Toro        | Meksyk                | UAE Team Emirates XRG   | 45 pkt                |
| 6.                    | Simone Velasco        | Włochy                | XDS Astana Team         | 39 pkt                |
| 7.                    | Enric Mas             | Hiszpania             | Movistar Team           | 35 pkt                |
| 8.                    | Florian Lipowitz      | Niemcy                | Red Bull-Bora-Hansgrohe | 32 pkt                |
| 9.                    | Romain Grégoire       | Francja               | Groupama-FDJ            | 32 pkt                |
| 10.                   | Jordan Jegat          | Francja               | Team TotalEnergies      | 31 pkt                |

| Klasyfikacja górska | Klasyfikacja górska     | Klasyfikacja górska | Klasyfikacja górska        | Klasyfikacja górska |
| Kolarz              | Kolarz                  | Państwo             | Drużyna                    | Punkty              |
| ------------------- | ----------------------- | ------------------- | -------------------------- | ------------------- |
| 1.                  | Bruno Armirail          | Francja             | Decathlon-AG2R La Mondiale | 57 pkt              |
| 2.                  | Ben Healy               | Irlandia            | EF Education-EasyPost      | 25 pkt              |
| 3.                  | Marc Soler              | Hiszpania           | UAE Team Emirates XRG      | 23 pkt              |
| 4.                  | Enric Mas               | Hiszpania           | Movistar Team              | 20 pkt              |
| 5.                  | João Almeida            | Portugalia          | UAE Team Emirates XRG      | 18 pkt              |
| 6.                  | Sergio Samitier         | Hiszpania           | Cofidis                    | 11 pkt              |
| 7.                  | Jordan Jegat            | Francja             | Team TotalEnergies         | 10 pkt              |
| 8.                  | Daniel Felipe Martínez  | Kolumbia            | Red Bull-Bora-Hansgrohe    | 9 pkt               |
| 9.                  | Guillermo Juan Martinez | Kolumbia            | Team Picnic-PostNL         | 8 pkt               |
| 10.                 | Brandon McNulty         | Stany Zjednoczone   | UAE Team Emirates XRG      | 6 pkt               |

| Klasyfikacja górska | Klasyfikacja górska     | Klasyfikacja górska | Klasyfikacja górska        | Klasyfikacja górska |
| Kolarz              | Kolarz                  | Państwo             | Drużyna                    | Punkty              |
| ------------------- | ----------------------- | ------------------- | -------------------------- | ------------------- |
| 1.                  | Bruno Armirail          | Francja             | Decathlon-AG2R La Mondiale | 57 pkt              |
| 2.                  | Ben Healy               | Irlandia            | EF Education-EasyPost      | 25 pkt              |
| 3.                  | Marc Soler              | Hiszpania           | UAE Team Emirates XRG      | 23 pkt              |
| 4.                  | Enric Mas               | Hiszpania           | Movistar Team              | 20 pkt              |
| 5.                  | João Almeida            | Portugalia          | UAE Team Emirates XRG      | 18 pkt              |
| 6.                  | Sergio Samitier         | Hiszpania           | Cofidis                    | 11 pkt              |
| 7.                  | Jordan Jegat            | Francja             | Team TotalEnergies         | 10 pkt              |
| 8.                  | Daniel Felipe Martínez  | Kolumbia            | Red Bull-Bora-Hansgrohe    | 9 pkt               |
| 9.                  | Guillermo Juan Martinez | Kolumbia            | Team Picnic-PostNL         | 8 pkt               |
| 10.                 | Brandon McNulty         | Stany Zjednoczone   | UAE Team Emirates XRG      | 6 pkt               |

| Klasyfikacja młodzieżowa | Klasyfikacja młodzieżowa | Klasyfikacja młodzieżowa | Klasyfikacja młodzieżowa   | Klasyfikacja młodzieżowa |
| Kolarz                   | Kolarz                   | Państwo                  | Drużyna                    | Czas                     |
| ------------------------ | ------------------------ | ------------------------ | -------------------------- | ------------------------ |
| 1.                       | Isaac Del Toro           | Meksyk                   | UAE Team Emirates XRG      | 20h 09' 44"              |
| 2.                       | Brieuc Rolland           | Francja                  | Groupama-FDJ               | + 3' 48"                 |
| 3.                       | Romain Grégoire          | Francja                  | Groupama-FDJ               | + 4' 37"                 |
| 4.                       | Léo Bisiaux              | Francja                  | Decathlon-AG2R La Mondiale | + 4' 38"                 |
| 5.                       | Hugo de la Calle         | Hiszpania                | Burgos-Burpellet-BH        | + 19' 25"                |
| 6.                       | Max van der Meulen       | Holandia                 | Bahrain Victorious         | + 27' 22"                |
| 7.                       | Alexander Hajek          | Austria                  | Red Bull-Bora-Hansgrohe    | + 35' 58"                |
| 8.                       | Guillermo Juan Martinez  | Kolumbia                 | Team Picnic-PostNL         | + 36' 00"                |
| 9.                       | Thibaud Gruel            | Francja                  | Groupama-FDJ               | + 37' 01"                |
| 10.                      | Matthew Dinham           | Australia                | Team Picnic-PostNL         | + 44' 48"                |

| Klasyfikacja młodzieżowa | Klasyfikacja młodzieżowa | Klasyfikacja młodzieżowa | Klasyfikacja młodzieżowa   | Klasyfikacja młodzieżowa |
| Kolarz                   | Kolarz                   | Państwo                  | Drużyna                    | Czas                     |
| ------------------------ | ------------------------ | ------------------------ | -------------------------- | ------------------------ |
| 1.                       | Isaac Del Toro           | Meksyk                   | UAE Team Emirates XRG      | 20h 09' 44"              |
| 2.                       | Brieuc Rolland           | Francja                  | Groupama-FDJ               | + 3' 48"                 |
| 3.                       | Romain Grégoire          | Francja                  | Groupama-FDJ               | + 4' 37"                 |
| 4.                       | Léo Bisiaux              | Francja                  | Decathlon-AG2R La Mondiale | + 4' 38"                 |
| 5.                       | Hugo de la Calle         | Hiszpania                | Burgos-Burpellet-BH        | + 19' 25"                |
| 6.                       | Max van der Meulen       | Holandia                 | Bahrain Victorious         | + 27' 22"                |
| 7.                       | Alexander Hajek          | Austria                  | Red Bull-Bora-Hansgrohe    | + 35' 58"                |
| 8.                       | Guillermo Juan Martinez  | Kolumbia                 | Team Picnic-PostNL         | + 36' 00"                |
| 9.                       | Thibaud Gruel            | Francja                  | Groupama-FDJ               | + 37' 01"                |
| 10.                      | Matthew Dinham           | Australia                | Team Picnic-PostNL         | + 44' 48"                |

| Klasyfikacja drużynowa | Klasyfikacja drużynowa          | Klasyfikacja drużynowa       | Klasyfikacja drużynowa |
| Drużyna                | Drużyna                         | Państwo                      | Czas                   |
| ---------------------- | ------------------------------- | ---------------------------- | ---------------------- |
| 1.                     | Soudal Quick-Step               | Belgia                       | 60h 27' 39"            |
| 2.                     | XDS Astana Team                 | Kazachstan                   | + 3' 04"               |
| 3.                     | Groupama-FDJ                    | Francja                      | + 7' 46"               |
| 4.                     | UAE Team Emirates XRG           | Zjednoczone Emiraty Arabskie | + 8' 26"               |
| 5.                     | Lidl-Trek                       | Stany Zjednoczone            | + 19' 31"              |
| 6.                     | Team TotalEnergies              | Francja                      | + 26' 05"              |
| 7.                     | Red Bull-BORA-hansgrohe         | Niemcy                       | + 27' 06"              |
| 8.                     | Decathlon AG2R La Mondiale Team | Francja                      | + 27' 20"              |
| 9.                     | Burgos-Burpellet-BH             | Hiszpania                    | + 30' 45"              |
| 10.                    | Equipo Kern Pharma              | Hiszpania                    | + 33' 29"              |

| Klasyfikacja drużynowa | Klasyfikacja drużynowa          | Klasyfikacja drużynowa       | Klasyfikacja drużynowa |
| Drużyna                | Drużyna                         | Państwo                      | Czas                   |
| ---------------------- | ------------------------------- | ---------------------------- | ---------------------- |
| 1.                     | Soudal Quick-Step               | Belgia                       | 60h 27' 39"            |
| 2.                     | XDS Astana Team                 | Kazachstan                   | + 3' 04"               |
| 3.                     | Groupama-FDJ                    | Francja                      | + 7' 46"               |
| 4.                     | UAE Team Emirates XRG           | Zjednoczone Emiraty Arabskie | + 8' 26"               |
| 5.                     | Lidl-Trek                       | Stany Zjednoczone            | + 19' 31"              |
| 6.                     | Team TotalEnergies              | Francja                      | + 26' 05"              |
| 7.                     | Red Bull-BORA-hansgrohe         | Niemcy                       | + 27' 06"              |
| 8.                     | Decathlon AG2R La Mondiale Team | Francja                      | + 27' 20"              |
| 9.                     | Burgos-Burpellet-BH             | Hiszpania                    | + 30' 45"              |
| 10.                    | Equipo Kern Pharma              | Hiszpania                    | + 33' 29"              |

### Liderzy klasyfikacji
| Etap   |                            | Pierwsze miejsce _    | Klasyfikacja generalna | Punktowa              | Górska                | Młodzieżowa     | Najaktywniejszych | Drużynowa         | Krajowa _     |
| ------ | -------------------------- | --------------------- | ---------------------- | --------------------- | --------------------- | --------------- | ----------------- | ----------------- | ------------- |
| 1      | jazda indywidualna na czas | Maximilian Schachmann | Maximilian Schachmann  | Maximilian Schachmann | Maximilian Schachmann | Michael Leonard | Florian Lipowitz  | Soudal Quick-Step | Pello Bilbao  |
| 2      | pagórkowaty                | Caleb Ewan            | Maximilian Schachmann  | Maximilian Schachmann | Diego Uriarte         | Michael Leonard | Tobias Bayer      | Soudal Quick-Step | Pello Bilbao  |
| 3      | górzysty                   | Alex Aranburu         | Maximilian Schachmann  | Maximilian Schachmann | Bruno Armirail        | Romain Grégoire | brak danych       | Soudal Quick-Step | Alex Aranburu |
| 4      | górzysty                   | João Almeida          | João Almeida           | brak danych           | brak danych           | brak danych     | brak danych       | brak danych       | brak danych   |
| 5      | górzysty                   | Ben Healy             | João Almeida           | brak danych           | brak danych           | brak danych     | brak danych       | brak danych       | brak danych   |
| 6      | górski                     |                       | João Almeida           | João Almeida          | Bruno Armirail        | Isaac Del Toro  |                   | Soudal Quick-Step |               |
| Koniec | Koniec                     |                       | João Almeida           | João Almeida          | Bruno Armirail        | Isaac Del Toro  | brak danych       | Soudal Quick-Step | brak danych   |